# Karassuk
Karassuk (russisch Карасук) ist eine Stadt in der Oblast Nowosibirsk (Russland) mit 28.586 Einwohnern (Stand 14. Oktober 2010).

## Geographie
Die Stadt liegt im südöstlichen Teil des Westsibirischen Tieflandes, etwa 380 km westlich der Oblasthauptstadt Nowosibirsk, am Fluss Karassuk. Das Klima ist kontinental.
Die Stadt Karassuk ist Verwaltungszentrum des gleichnamigen Rajons.

## Geschichte
Karassuk entstand 1750 und wurde nach dem gleichnamigen Fluss benannt, dessen Name wiederum den Turksprachen entstammt und „schwarzes Wasser“ bedeutet. 1943 erhielt der Ort den Status einer Siedlung städtischen Typs und 1954 die Stadtrechte.

### Bevölkerungsentwicklung
| Jahr | Einwohner |
| ---- | --------- |
| 1939 | 7.265     |
| 1959 | 19.961    |
| 1970 | 22.637    |
| 1979 | 25.532    |
| 1989 | 29.401    |
| 2002 | 28.734    |
| 2010 | 28.586    |

Anmerkung: Volkszählungsdaten